# Зигеберт
Зигеберт (роден през 1030, починал през 1112 г.) е монах от манастира в Жамблу, днешна Белгия, автор на богословски и исторически съчинения. Сред трудовете му е и хроника за събитията в Европа и Средиземноморието от 381 до 1106 г. В нея се съдържат сведения за историята на българите от най-ранното Средновековие до XI век, в това число за създаването на Дунавска България през 680 г., войните на българите с византийския император Константин V, покръстването на българите, делата на кан Крум и цар Симеон.